# Ferrari F92A
Der Ferrari F92A war ein Formel-1-Rennwagen, den die Scuderia Ferrari 1992 in der Formel-1-Weltmeisterschaft einsetzte.

## Entwicklungsgeschichte
Mit dem F92A führte Ferrari bei seinen Formel-1-Rennwagen ein neues Nummernsystem ein. Bezugnehmend auf den neuen V12-Motor, den A1A-92, erhielt der Wagen die Typisierung 92A. Der Motor war leichter und kompakter als seine Vorgängermodelle. Der Wagen wurde von Steve Nichols und dem französischen Aerodynamiker Jean-Claude Migeot entwickelt, der zuvor für Tyrrell am wegweisenden Modell 019 mitgearbeitet hatte und zu Beginn der Saison 1991 zu Ferrari geholt worden war. Bekannt wurde der F92A durch seine beiden Unterböden. Beim Fahren wurde die aufgewirbelte Luft zwischen den eigentlichen Unterboden und den 15 cm darüber liegenden Cockpitboden geleitet. Von dort strömte die Luft an beide hintere Diffusoren. Was im Windkanal bestens funktionierte, wurde zum Problem auf der Fahrbahn. Vor allem auf welligen Strecken war der Wagen schwer zu beherrschen. Migeot entwickelte auch eine neue Frontpartie. Links und rechts waren zwei Lufteinlässe so weit nach vorne gezogen, dass die Luft an der Karosserie vorbeiströmte und das Heck nach unten drückte, ohne dabei die Funktion des Heckflügels zu beeinträchtigen.
Im Sommer wurde ein neues Getriebe in das Fahrzeug eingebaut. Der neue Motor, der weit elastischer war als sein Vorgänger, hatte einen siebten Gang überflüssig gemacht. Das neue 6-Gang-Getriebe wurde quer eingebaut. Trotz aller Innovationen war der F92A ein Fehlschlag. Nach dem Abgang von Alain Prost, der ein Jahr Auszeit nahm, bevor er zu Williams ging, kam der Italiener Ivan Capelli ins Team. Er konnte die Erwartungen nicht erfüllen und wurde noch vor Ablauf der Saison durch Testfahrer Nicola Larini ersetzt. Jean Alesi fuhr mit dem Wagen in Spanien und Kanada zwar zwei dritte Plätze ein, insgesamt verlief die Saison für die Scuderia aber mehr als ernüchternd. Am Ende des Jahres reichte es mit 21 Punkten nur für den vierten Rang im Konstrukteurspokal, und zwar mit 143 Punkten Rückstand auf das siegreiche Williams-Team.
Für die geringe Leistungsfähigkeit machte das Team vor allem die Aerodynamik, insbesondere den doppelten Unterboden verantwortlich. Laut Migeot und Alesi lag das Problem aber viel mehr am zu schwachen Motor, der zudem Probleme mit Öllecks hatte.